# Марко Марулић
Марко Марулић (18. август 1450 — 5. јануар 1524) је био хрватски књижевник и хришћански хуманиста из Сплита, због чега му се често додељује и атрибут Сплићанин. Аутор је више дела писаних на хрватском језику и то сплитској чакавици, као и на латинском језику. Једно од његових најзначајнијих дела јесте религиозни еп Јудита. Сматра се „оцем хрватске књижевности”.

## Биографија
Марко Марулић је рођен 18. августа 1450. године у Сплиту, тада под Млетачком републиком. Потиче из сплитске племићке породице Marulus, која се од 15. века почела називати Maruli или De Maruli, односно Печенић (Пецинић). Отац Никола је био угледан и веома богат сплитски племић, а мајка Добрица из угледне породице Алберти. Имао је петоро браће и једну сестру.
Марко Марулић је себе сматрао Сплићанином и Далматинцем. На насловницама својих књига потписивао се као Сплићанин.
Као дечак је показивао велику даровитост и био је доста посвећен учењу. Током младости у Сплиту, био је ученик тројице угледних учитеља, Николе из Ферма, Тидеа Акјаринија (Tideо Acciarini) и Јеронима Генесима из Пицена, од којих је стекао основна знања из грчког језика и латинске књижевности. Толико је напоредовао у учењу латинске књижевности да је још као дечак одржао говор и био похваљен од стране самога тадашњега млетачкога дужда Николе Марчела. Након завршетка хуманистичке школе у Сплиту, са школовањем је наставио у Италији, а претпоставља се да је студирао у Падови.
Након завршетка школовања, вратио се у Сплит где је провео готово цео свој живот, изузев краћих путовања у остале градове Млетачке републике или у Рим. Једно време је боравио и у Нечујму, на оближњем острву Шолта. Управо је у Сплиту написао и објавио готово сва своја дела. Осим бављења књижевним радом, обављао је и разне дужности попут нотара и бележника, али се у документима у градском архиву спомиње и као градски судија, тужилац и учесник у градским парницама.
Умро је 5. јануара 1524. године у свом родном Сплиту.

## Књижевни рад
Био је веома активан у хрватском ослобађању од Турака, чиме обилује његов књижевни опус. Европску славу дугује својим дјелима написаним на латинском језику, али је писао и на хрватском на чакавштини, а служио се и глагољицом.
У складу са хуманистима и тим периодом, већину дела је написао на латинском језику. Био је и песник и прозни писац и његова дела често имају хришћански религиозни карактер и тичу се тема морализма и теологије. Два дела која посебно треба истаћи јесу Институција и Јудита.
Веома значајно дело због кога се прочуо по Европи јесте Упућивање у честит живот по примјерима светаца, познат као и Институција (De institutione bene vivendi per exempla sanctorum) које је написао око 1496. године, док је прво познато издање објављено 1507. године. У том делу се трудио да кроз конкретне примере, без превише дубоких теолошких разматрања, прикаже читаоцу како треба приступати у животу и шта је морално исправно.
Друго дело је једно од његових најзначајнијих, а и најпознатијих дела. То је религиозни еп Јудита. То је први хрватски еп написан на хрватском језику. Написано је 1501. године, а прво издање је из 1521. године. Писано је у 6 певања, у укупно 2126 стихова у двоструко римованом дванаестерцу. Представља синтезу хрватске, латинске и италијанске књижевне традиције, а преведена је на више језика.
Осим књижевног рада, бавио се и превођењем. Први је Хрватима преводио Дантеова и Петраркина дела. Са италијанског на латински је превео прво певање Дантеовог Пакла и последњу песму Канцонијера.

## Дела
- Поуке за честит живот према примјерима светаца (De institutione bene vivendi per exempla sanctorum, 1498) је моралистички спис библијског надахнућа. Ово је његово у свијету најпревођеније дјело, које је за његова живота преведено чак и на јапански језик.
- Еванђелистар (Evangelistarium, 1500) је моралистичка расправа о етичким начелима и моралним дужностима каква се очекују од једног хришћанина.
- Давидијада (Davidias, писана 1517. а откривена тек 1921. да би опет била изгубљена и поново откривена 1952) је религиозни еп на латинском језику у 14 књига са 6.765 шеснаестерачких стихова, који је спајао библијске и античке мотиве, али са изразито хришћанским тенденцијама. Еп је написан по Вергилијевом књижевном поступку на класичном латинском језику, с неким примјесама библијског и средњовјековног латинитета.
- Јудита (написана 1501, објављена 1521, и други пут 1522) је религиозни еп на хрватском језику. Надахнута је старозаветном јунакињом Јудитом и тадашњим догађајима. Иако се радња односи на старозаветну Јудиту, дело заправо представља једну велику алегорију на отпор хришћана османским освајачима. Кроз Олофернову војску је заправо осликао Османлије, а кроз патњу и невоље становника Бетулије је приказао патњу и невоље сопственог народа, под османским јармом. Чак и саме слике коришћене у првом и другом издању дела из 1521. и 1522, сликају борбе војника Олофернове војске, који су заправо обучени у османске униформе са једне, и војника који доста личе на хришћанску војску, са друге стране.[7] Осим етно-религијских мотива, значајно место у овом делу има мотив моралне чистоте, јер је као Јудита храбра удовица својом праведношћу и добротом успела да победи зло. Кроз ово дело, Марулић је желео да позове и своје суграђане, да се у животу руководе добротом и другим етички чистим начинима и поступцима, у тада тешким временима, остану привржени својој хришћанској вери. Чак је и одабир Јудите као удовице је намеран. Разлог томе је што је тада доста Сплићанки остало без својих мужева, те је Марулић овим делом посебно њима желео да се кроз дело обрати и упути поуке.[8] Јудита се често у хрватској књижевности сматра најбољим Марулићевим делом.[7]
- Сузана, такође написана на хрватском језику и заснована на библијском мотиву, говори о вавилонској Јеврејци лажно оптуженој за прељубу.
- (1510), представља Марулићев латински превод старијег словенског повесног дела, које се сматра хрватском варијантом Летописа попа Дукљанина. Марулићев превод није сачуван у аутографу, али постоји десетак преписа, од којих најстарији потичу из 16. века. На основу једног од познијих преписа, Марулићев превод је 1666. године први објавио Иван Лучић у склопу свог дела под насловом De regno Dalmatiae et Croatiae libri sex.[9] Марулић је свој превод начинио на основу преписа који му је доставио сплитски племић Дмине Папалић, који је 1500. године пронашао стари повесни спис, написан словенским језиком и писмом, али тај спис није сачуван, као ни Папалићев препис. Од значаја за генезу текста је и нешто познији старохрватски препис Папалићевог рукописа, који је 1546. године сачинио Јероним Калетић. Тим поводом, у историографији су покретана бројна питања о односу између изворног списа, Папалићевог преписа, Марулићевог превода и Калетићевог преписа.[10][11] Марулићев превод не садржи спорни термин Црвена Хрватска, за разлику од познијих "латинских редакција" на основу којих су настала Орбинијева и Лучићева издања Летописа попа Дукљанина. Марулићев превод је фокусиран на тадашњу Хрватску, односно на територију северно од реке Цетине, а временски сеже до владавине краља Звонимира (1075-1089), док потоње "латинске редакције" садрже и преглед историје српских земаља до средине 12. века.[12][13][14]

Остала дјела на латинском језику укључују: О понизности и слави Христа (De humilitate et gloria Christi, 1518), у коме доказује да је Исус Христ обећани старозавјетни Месија; Дијалог о Херкулесу којег су надвисили Христови поштоваоци (Dialogus de Hercule a Christicolis superato, штампано 1524), у којем пјесник и теолог расправљају о употреби митологије и алегорије у пјесништву.

## Занимљивости
Марулићев лик се појављивао на хрватским новчаницама од 500 куна.
Сматра се творцем појма психологија, јер је тај назив први увео у свом делу Psichologia de ratione animae humane. Оно је остало познато само по наслову јер је дело давно изгубљено.